# 马维什·泰特
梅柏·马维什·康斯坦斯·霍格，JP，MP（Maybird Mavis Constance Hogg，1892年8月17日—1947年6月5日），英国保守党政治家，女权主义者。

## 生平
马维什生于一个政治世家，她的曾祖父是律师兼保守党政治家詹姆斯·霍格爵士，第一代从男爵（Sir James Hogg, 1st Bt.），而她的祖父的幼弟是道格拉斯·霍格，第一代海尔什姆子爵（Douglas Hogg, 1st Viscount Hailsham），也是律师兼保守党政治家，曾任大法官，而他的长子，则是昆汀·霍格，聖馬里波恩的海爾什姆男爵，同样是律师兼保守党政治家，曾两任大法官。至于她的父亲盖伊·霍格（Guy Hogg），则是外交家，曾任英国驻摩纳哥副领事，他在1892年11月8日娶康斯坦斯·马斯登（Constance Marsden）为妻，康斯坦斯在1893年8月17日为他诞下马维什，在次年9月13日再为他诞下肯尼斯（Kenneth，后为从男爵）。
马维什受教于伦敦私立女校圣保罗（St Paul's Girls' School）。1915年8月9日，她与陆军上尉杰拉尔德·戈泰（Capt. Gerald Gott）在伦敦结婚，在十年后离婚，她在同年8月22日与陆军上尉亨利·泰德（Capt. Henry Tate）结婚。在1931年大选中，马维什以保守党人身份，参选西威尔斯登（West Willesden）选区国会议员，获得成功，但是，她在下届大选来临时，没有谋求连任该区议员，反而转到弗罗姆（Frome）选区参选议员，同样获得成功。
第二次世界大战爆发前，军人、右翼政治家陆军上尉阿奇博尔德·拉姆齐（Capt. Archibald Ramsay）建立了右翼会（The Right Club），旨在“协调各式爱国会社的工作”，其著名成员包括米特福德姊妹之父戴维·弗里曼-米特福德，第二代里兹代尔男爵（David Freeman-Mitford, 2nd Baron Redesdale），亚瑟·韦尔斯利，第五代威灵顿公爵（Arthur Wellesley, 5th Duke of Wellington），休·格罗夫纳，第二代威斯敏斯特公爵（Hugh Grosvenor, 2nd Duke of Westminster），詹姆斯·格拉汉姆，格拉汉姆侯爵（James Graham, Marquess of Graham）与伦道夫·斯图尔特，第十二代加洛威伯爵（Randolph Stewart, 12th Earl of Galloway）。而马维什自己也加入了这个会社。话虽如此，在二战爆发时，她还是支持与德国作战，主张武装女性，御防德军入侵英国。
此外，马维什支持人们进行各类体育活动，而她自己则喜欢驾驶飞机，在空中飞行。1936年5月，Radstock Fellowship Homing Society举办了一次飞行比赛，有166架飞机参加。她驾驶一架de Havilland Hornet Moth参加比赛，在不少不利因素下，完成了比赛，获得银杯。奖杯由法兰克·比彻姆爵士（Sir Frank Beauchamp）与他的儿子伊恩（Ian）颁发。
马维什也是一个活跃的女权主义者，她曾担任女性力量委员会（Women’s Power Committee）主席、男女同薪同酬運動委員會（Equal Pay Campaign Committee）委員，更为此写了一本小册子，题为“Equal Work Deserves Equal Pay!”，进行宣传。她为女性平民争取到与男性平民同等的赔偿，并引以为傲。
1944年，她与泰德离婚。次年，马维什与几位议员一道，视察了布痕瓦尔德集中营。她应Pathé News的要求，将所见所闻录制为影片，造成很大影响。同年大选，她失去了席位，并在两年后的6月5日，在精神失常期间，自杀身亡。